# Leah Williamson
Leah Cathrine Williamson (sinh ngày 29 tháng 3 năm 1997) là một cầu thủ bóng đá người Anh hiện đang thi đấu cho câu lạc bộ Arsenal và là đội trưởng của đội tuyển bóng đá nữ quốc gia Anh. Cô là một cầu thủ linh hoạt khi có thể chơi  ở cả vị trí tiền vệ và trung vệ. Từ khi bắt đầu thi đấu chuyên nghiệp, cô chỉ gắn bó với một câu lạc bộ duy nhất.

## Sự nghiệp quốc tế
Williamson đã thi đấu cho nhiều cấp độ trẻ của đội tuyển Anh từ năm 2010. Cô là đội trưởng của đội tuyển U-17 tham dự giải vô địch bóng đá nữ U-17 châu Âu 2014. Đội xếp thứ 4 chung cuộc sau khi để thua U-17 Ý ở loạt sút luân lưu. Cô cũng nằm trong đội hình U-20 tham dự giải vô địch bóng đá nữ U-20 thế giới 2014. Tuy nhiên, đội không thể vào tứ kết khi không giành được bất cứ chiến thắng nào ở vòng bảng.
Vào tháng 11 năm 2017, Williamson được gọi lên đội tuyển quốc gia Anh. Cô ra mắt đội tuyển vào ngày 8 tháng 6 năm 2018 trong trận đấu với Nga. 
Williamson đã cùng đội tuyển Anh vô địch SheBelieves Cup 2019 sau chiến thắng 3–0 trong trận chung kết với Nhật Bản.
Leah Williamson đã được chọn tham dự giải vô địch bóng đá nữ thế giới 2019. Cô có màn ra mắt ở World Cup khi vào sân từ ghế dự bị trong trận đấu với Cameroon vào ngày 23 tháng 6 năm 2019.
Williamson ghi bàn thắng quốc tế đầu tiên vào ngày 12 tháng 11 năm 2019, ấn định chiến thắng 3–2 cho Anh trong trận giao hữu với Cộng hòa Séc.
Vào ngày 5 tháng 4 năm 2022, Williamson được thông báo là đội trưởng chính thức của đội tuyển Anh. Sau đó, cô được triệu tập vào đội hình tham dự giải vô địch bóng đá nữ châu Âu 2022, với vai trò đội trưởng. Cô đã đeo băng đội trưởng lục sắc xuyên suốt giải đấu để thể hiện sự ủng hộ với quyền LGBT.
Vào ngày 31 tháng 7 năm 2022, Williamson và các đồng đội đã giành chiến thắng trước đội tuyển Đức trong trận chung kết Euro với tỉ số 2–1 sau hiệp phụ. Cô trở thành đội trưởng đầu tiên của Anh dẫn dắt đội đạt được một danh hiệu lớn sau 56 năm.

## Thống kê sự nghiệp

### Câu lạc bộ
Tính đến 15 tháng 4 năm 2022.
| Câu lạc bộ          | Mùa giải            | Giải đấu            | Giải đấu | Giải đấu | FA Cup | FA Cup | League Cup | League Cup | Châu Âu | Châu Âu | Tổng cộng | Tổng cộng |
| Câu lạc bộ          | Mùa giải            | Hạng đấu            | Trận     | Bàn      | Trận   | Bàn    | Trận       | Bàn        | Trận    | Bàn     | Trận      | Bàn       |
| ------------------- | ------------------- | ------------------- | -------- | -------- | ------ | ------ | ---------- | ---------- | ------- | ------- | --------- | --------- |
| Arsenal             | 2014                | FA WSL              | 13       | 1        | 4      | 0      | 7          | 1          | 1       | 0       | 25        | 2         |
| Arsenal             | 2015                | FA WSL              | 7        | 0        | 2      | 0      | 3          | 1          | —       | —       | 12        | 1         |
| Arsenal             | 2016                | FA WSL              | 8        | 0        | 3      | 0      | 0          | 0          | —       | —       | 11        | 0         |
| Arsenal             | 2017                | FA WSL              | 7        | 0        | —      | —      | —          | —          | —       | —       | 7         | 0         |
| Arsenal             | 2017–18             | FA WSL              | 17       | 1        | 2      | 0      | 7          | 0          | —       | —       | 26        | 1         |
| Arsenal             | 2018–19             | FA WSL              | 19       | 1        | 2      | 0      | 6          | 1          | —       | —       | 27        | 2         |
| Arsenal             | 2019–20             | FA WSL              | 15       | 1        | 2      | 0      | 6          | 1          | 4       | 0       | 27        | 2         |
| Arsenal             | 2020–21             | FA WSL              | 20       | 1        | 1      | 0      | 3          | 0          | —       | —       | 24        | 1         |
| Arsenal             | 2021–22             | FA WSL              | 18       | 2        | 1      | 0      | 1          | 0          | 7       | 1       | 23        | 3         |
| Tổng cộng sự nghiệp | Tổng cộng sự nghiệp | Tổng cộng sự nghiệp | 124      | 7        | 17     | 0      | 33         | 4          | 12      | 1       | 182       | 12        |

1. ↑  Bao gồm Women's FA Cup
2. ↑  Bao gồm WSL Cup/Women's League Cup
3. ↑  Bao gồm the UEFA Women's Champions League

### Đội tuyển quốc gia
Tính đến 31 tháng 7 năm 2022
| Năm       | Anh  | Anh | Vương quốc Liên hiệp Anh và Bắc Ireland | Vương quốc Liên hiệp Anh và Bắc Ireland |
| Năm       | Trận | Bàn | Trận                                    | Bàn                                     |
| --------- | ---- | --- | --------------------------------------- | --------------------------------------- |
| 2018      | 4    | 0   | —                                       |                                         |
| 2019      | 10   | 1   | —                                       |                                         |
| 2020      | 3    | 0   | —                                       |                                         |
| 2021      | 7    | 1   | 3                                       | 0                                       |
| 2022      | 13   | 0   | —                                       |                                         |
| Tổng cộng | 37   | 2   | 3                                       | 0                                       |

| # | Ngày             | Địa điểm                                                 | Đối thủ      | Bàn thắng | Kết quả | Giải đấu                                        | Ref.  |
| - | ---------------- | -------------------------------------------------------- | ------------ | --------- | ------- | ----------------------------------------------- | ----- |
| 1 | 12 November 2019 | Stadion Střelecký ostrov, České Budějovice, Cộng hòa Séc | Cộng hòa Séc | 3–2       | 3–2     | Giao hữu                                        |       |
| 2 | 26 October 2021  | Daugava Stadium, Liepāja, Latvia                         | Latvia       | 8–0       | 10–0    | Vòng loại Giải vô địch bóng đá nữ thế giới 2023 | [ 7 ] |